# Етно село „Моравски конаци”
Етно село „Моравски конаци” је етно−село у Великој Плани на путу ка селу Доња Ливадица, два километра од центра града.